# ユーバクテリウム科
ユーバクテリウム科（Eubacteriaceae）は、クロストリジウム綱ユーバクテリウム目に属するグラム陽性菌の科である。